# Contos Eróticos
Contos Eróticos é um filme brasileiro de pornochanchada, lançado no ano de 1977, composto por quatro estórias originalmente publicadas na revista Status, e dirigido por Eduardo Escorel, Roberto Santos, Joaquim Pedro de Andrade e Roberto Palmari. Por conta do episódio Vereda tropical, a película foi censurada por dois anos, sendo liberada em 1979.

## Episódios e censura
Contos Eróticos era composto por quatro narrativas sensuais filmadas, segundo a crítica, de "modo burocrático" - o que teria tirado dos episódios a sua vivacidade.

### Arroz e Feijão
Baseado em conto de Sérgio Toni, foi dirigido por Roberto Santos. Narra a história de um rapaz do interior que vai para São Paulo e acaba tendo envolvimento com a mulher de um caminhoneiro que lhe fornece comida.

### As Três Virgens
Direção de Roberto Palmari, sobre conto de Yara Ramos Ribeiro. Retrata a decadência da aristocracia paulistana, ambientando uma jovem moça que mora num casarão com três velhas tias.

### O Arremate
Dirigido por Eduardo Escorel, com base na história de Aécio Flávio Consolin, retrata a sociedade patriarcal rural, onde o proprietário da terra age também como dono de sua filha.

### Vereda Tropical
Conto de Pedro Maia Soares, é dirigido por Joaquim Pedro de Andrade. Narra a preferência sexual do protagonista por melancias.
Este episódio foi objeto de pedido de censura, em julho de 1977, sendo considerada uma "aberração". O pedido é acolhido, e o órgão federal encarregado do veto libera somente a cena final do episódio, em que aparece o cantor Carlos Galhardo, sem qualquer associação com o restante do filme.
Após várias instâncias e recursos, finalmente o Departamento de Censura libera o filme sem os cortes desse episódio, em outubro de 1979, para um público maior que dezesseis anos, sob argumento de que “Absurdo se nos afigura o corte do episódio Vereda tropical, uma comédia quase escrachada, não tendo, em nenhum momento, preocupação de induzir o espectador a ter relações amorosas com uma melancia”.

## Elenco
- Cristina Aché - (segmento "Vereda tropical")
- Xandó Batista
- Cláudio Cavalcanti - (segmento "Vereda tropical")
- Paulo A. Costa
- Lima Duarte - (segmento "O Arremate")
- Beatriz O. Fanza
- Joana Fomm - Joana (segmento "Arroz com feijão")
- Carlos Galhardo - ele mesmo - (segmento "Vereda Tropical")
- Garradinha
- Castro Gonzaga - (segmento "O arremate")
- David José - (segmento "Arroz com Feijão")
- Lourdes Leal
- Cássio R. Martins - (segmento "Arroz com Feijão")
- Mirtes Mesquita
- Dirce Militello
- Paula Ribeiro - (segmento "As Três Virgens")
- Eva Rodrigues - (segmento "As Três Virgens")
- Maria Anita Shut
- Carmem Silva -  Tia Cotinha - (segmento "As Três Virgens")
- Liza Vieira